# Poštolka jižní
Poštolka jižní (Falco naumanni) je malý druh dravého ptáka z čeledi sokolovitých.

## Popis
Je velmi podobná poštolce obecné, liší se hlasem, kratšími křídly, kratším ocasem a světlými drápy. Samec má hnědý hřbet bez tmavého skvrnění, modravé křídelní pole, modrou hlavu s šedými tvářemi (bez vousu), tečkování na spodině menší a řidší. Spodina křídla je světlá s tmavými špičkami. Samice je od samice poštolky obecné rozlišitelná jen velmi obtížně.
Je menší než poštolka obecná 29–31 cm, rozpětí křídel 63–72 cm. Hlas je velmi odlišný od hlasu poštolky obecné – nezvučně hlubší až syčivé „kijh kijh“ nebo „če če če“. V rozrušení „gígik“, „kíchit“ nebo několikrát opakované „kí-eee“, s vyšší první slabikou.

## Způsob života, rozšíření, ochrana
Hnízdí v koloniích ve městech, na útesech, zříceninách aj.
Vyskytuje se a hnízdí v několika regionech jižní Evropy, na řadě z nich je tato poštolka ohrožena, v Bulharsku dokonce populace zcela zanikla, a tak probíhají reintrodukční programy, např. právě v Bulharsku. Do těchto ochranářských aktivit se v roce 2017 zapojila také česká Zoo Praha, která se již delší dobu zapojuje také do aktivit na ochranu supa mrchožravého ve stejné oblasti.
Na území Česka hnízdila před druhou světovou válkou, od té doby zaletuje jen výjimečně. První pozorování za posledních více než 50 let z území Česka je z 20. dubna 2025, kdy poštolka jižní přelétla u Lítožnického rybníka v Praze.
Vejce má rozměry 34 × 29 mm.

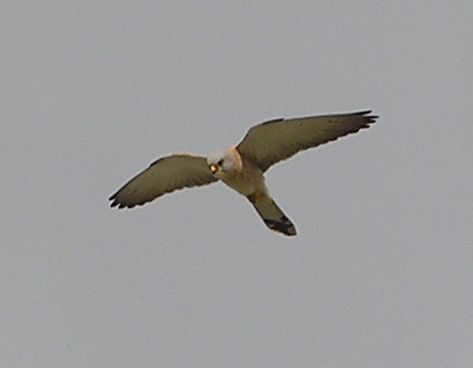
Samec s nápadně světlou spodinou křídel
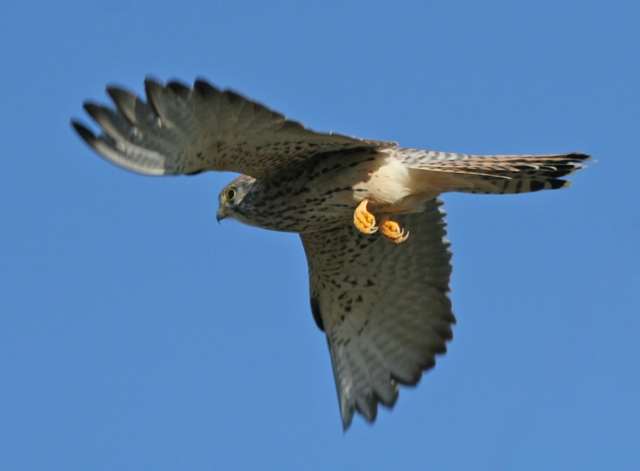
Samice s patrnými světlými drápy
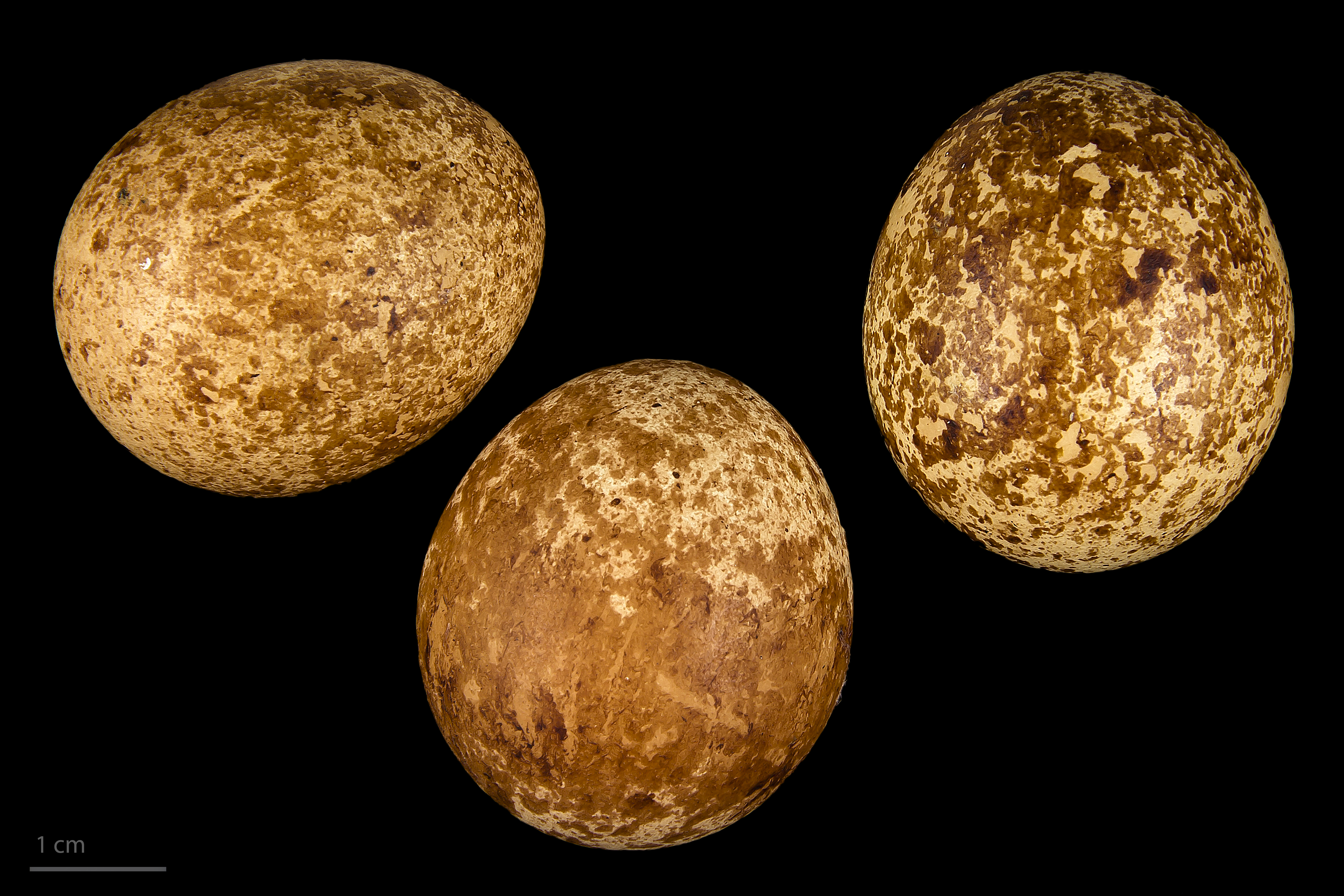
Vejce poštolky jižní

## Chov v zoo
Poštolka jižní patří k vzácně chovaným druhům. V Evropě ji pravděpodobně chová jen 14 institucí. V Česku ji z licencovaných zoo chovají jen Zoo Hodonín a Zoo Praha, a to od roku 2017. Ke konci roku 2017 totiž bylo z chovné stanice v bulharské Stare Zagoře dovezeno osm párů. Právě s tímto zařízením pražská zoo spolupracuje na ochraně supů a rozvoji tamních reintrodukčních projektů. V roce 2018 se podařil první tamní odchov. V únoru 2019 putovala tato mláďata do Staré Zagory právě pro vypuštění do volné přírody Bulharska. V květnu 2019 se v pražské zoo narodila další tři mláďata.
V Zoo Praha je tento druh k vidění ve voliéře Africké skály v dolní části zoo, a to např. společně se supy mrchožravými.
V historii chovala tento druh z českých zoo také Zoo Liberec.